# Dirphya rufomedioantennalis
Dirphya rufomedioantennalis là một loài bọ cánh cứng trong họ Cerambycidae.